# Amischotolype tenuis
Amischotolype tenuis är en himmelsblomsväxtart som först beskrevs av Charles Baron Clarke, och fick sitt nu gällande namn av Rolla Seshagiri Rao. Amischotolype tenuis ingår i släktet Amischotolype och familjen himmelsblomsväxter. Inga underarter finns listade.